# Droga nr 60 (Islandia)
Droga nr 60 nazywana Vestfjarðavegur – droga klasy głównej (Stofnvegir) na Islandii o długości około 333 kilometrów. Znajduje się w rejonie fiordów zachodnich, a jej niewielki fragment również w regionie zachodnim. Droga rozpoczyna się w Ísafjörður, na skrzyżowaniu z drogą nr 61, a kończy na skrzyżowaniui z drogą nr 1 w okolicy Vestfjarðavegur. W 2023 oddano do użytku most w fiordzie Þorskafjörður, który skrócił drogę o dziesięć kilometrów.

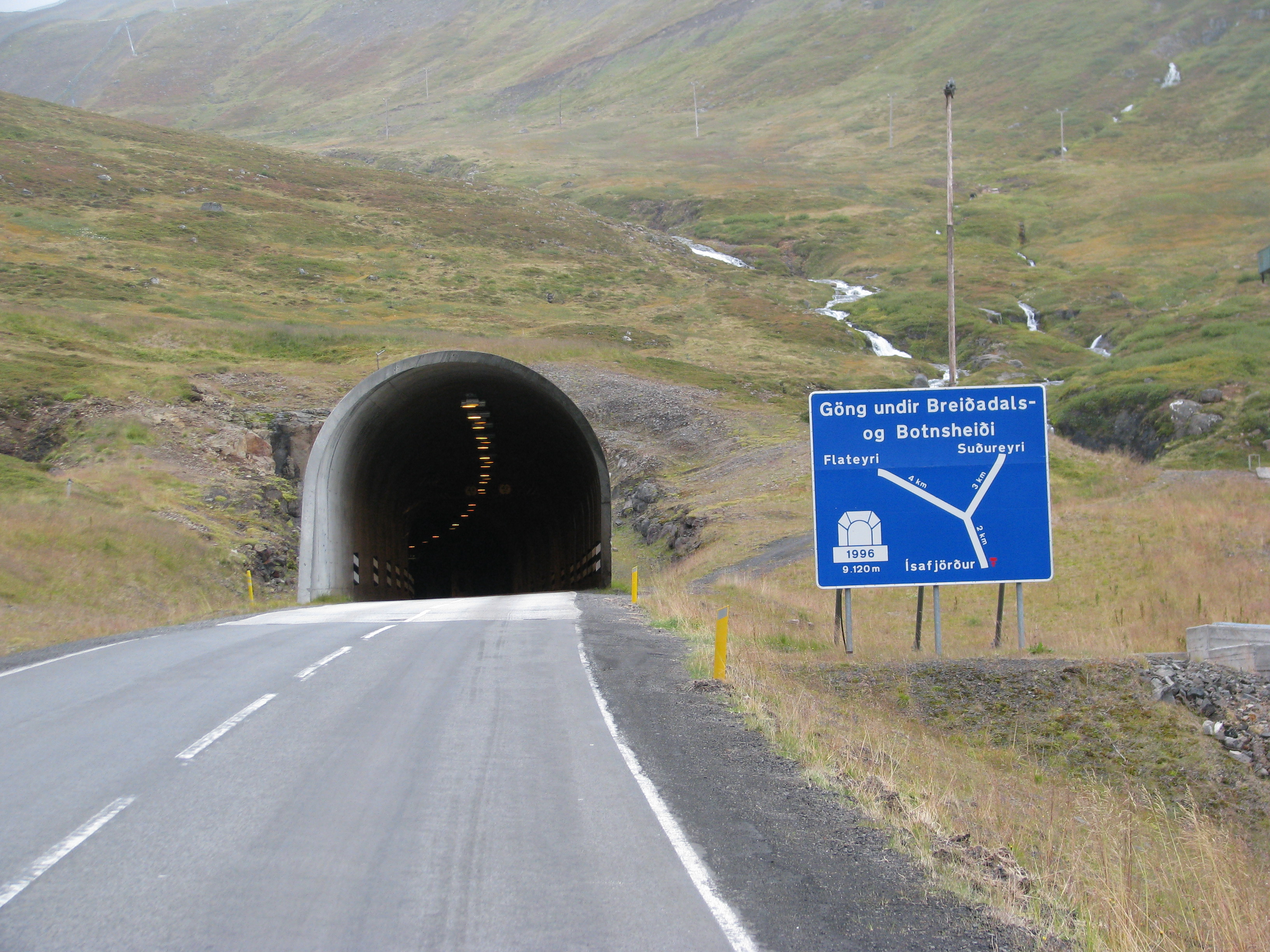
Wjazd do tunelu Botnsheiðar od strony Ísafjörður

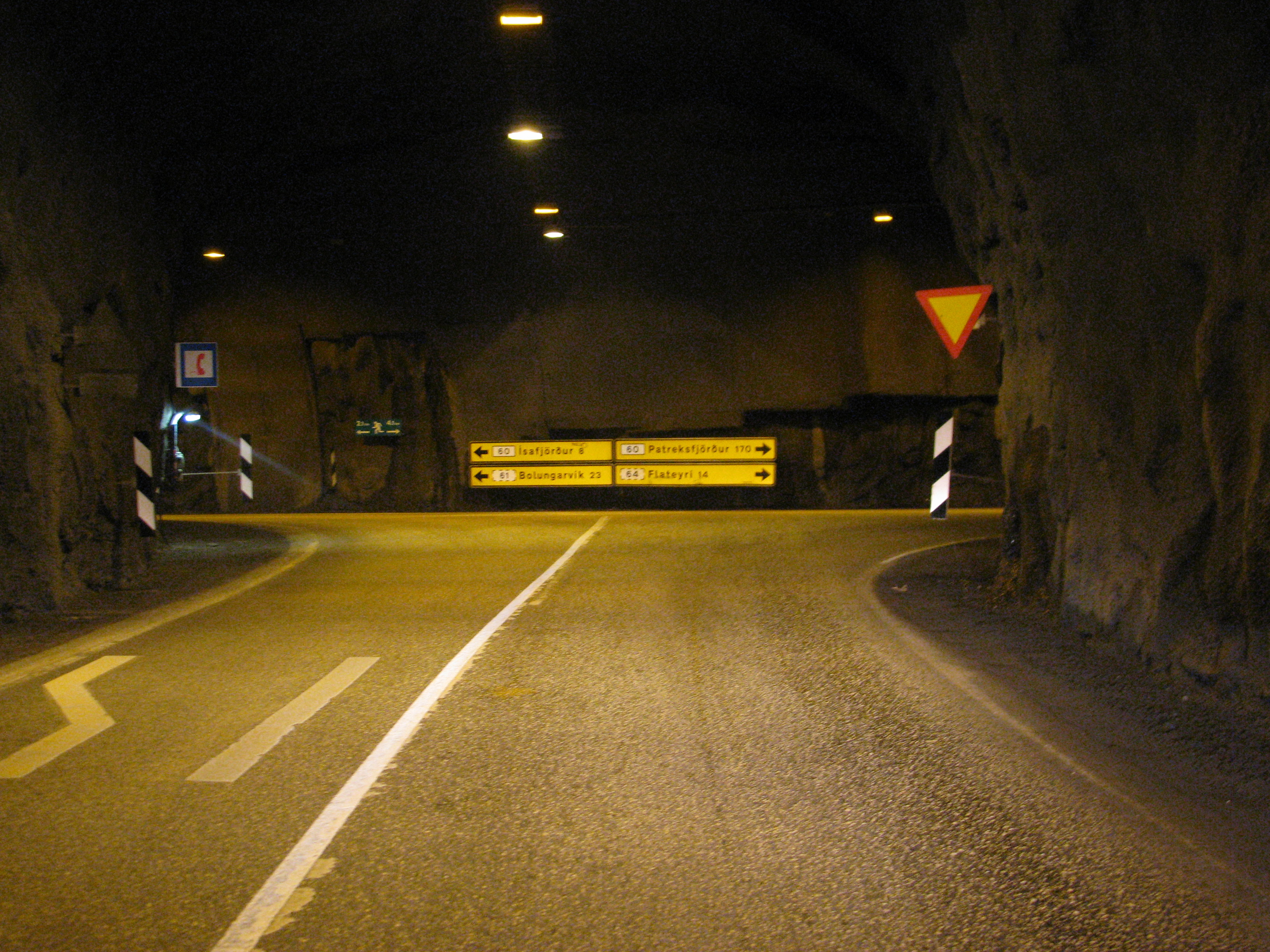
Skrzyżowanie wewnątrz tunelu Botnsheiðar - wjazd z drogi 65 na drogę 60